# الكنيسة الرئيسية في باكابال (كاتدرائية القديسة تيريزا)
كاتدرائية القديسة تريز (البرتغالية: Catedral Santa Terezinha) والمعروفة أيضًا باسم كاتدرائية باكابال هي كاتدرائية كاثوليكية مبنية على الطراز القوطي الحديث وتقع في Praça da Sé (ساحة المقعد) في مدينة باكابال وهي بلدية في ولاية مارانهاو، في شمال دولة البرازيل في أمريكا الجنوبية.
يتبع المعبد الطقوس الرومانية (اللاتينية)، ويُعد الكنيسة الأم أو الكنيسة الرئيسية لأبرشية باكابال الكاثوليكية (Dioecesis Bacabalensis)، التي أُنشئت عام 1968 بموجب المرسوم البابوي Visibilis natura الصادر عن البابا بولس السادس.
تقع تحت مسؤولية الأسقف أرماندو مارتن غوتييريز الرعوية. كُرِّست الكنيسة للقديسة تريزا الطفل يسوع، المعروفة أيضًا باسم القديسة تريزا، وهي راهبة كرملية حافية القدمين من فرنسا، أعلنها البابا قديسة عام 1925.